# Raymond Reiter
Raymond Reiter ( /ˈraɪtər/; 12 de junio de 1939 – 16 de septiembre de 2002) fue un informático y lógico canadiense. Fue uno de los fundadores del campo de la lógica no monótona con su trabajo sobre la lógica por defecto, el diagnóstico basado en modelos y el razonamiento basado en modelos, el razonamiento de mundo cerrado y los sistemas de mantenimiento. También contribuyó al cálculo de situación.

## Premios y reconocimientos
Fue miembro de la Association for Computing Machinery (ACM), miembro de la AAAI y miembro de la Royal Society of Canada. Ganó el Premio IJCAI a la Excelencia en Investigación en 1993.

## Publicaciones
- R. Reiter (1978). On closed world data bases. In H. Gallaire and J. Minker, editors, Logic and Data Bases, pages 119–140. Plenum., New York.
- R. Reiter (1980). A logic for default reasoning. Artificial Intelligence, 13:81-132.
- R. Reiter (1987). A theory of diagnosis from first principles. Artificial Intelligence, 32:57-95.
- R. Reiter (1991). The frame problem in the situation calculus: a simple solution (sometimes) and a completeness result for goal regression. In Vladimir Lifschitz, editor, Artificial Intelligence and Mathematical Theory of Computation: Papers in Honor of John McCarthy, pages 359–380. Academic Press, New York.
- R. Reiter (2001) Knowledge in Action: Logical Foundations for Specifying and Implementing Dynamical Systems  (448 pp.).  The MIT Press, Cambridge, Massachusetts and London, England.
- R. Reiter and J. de Kleer (1987). Foundations of assumption-based truth maintenance systems: Preliminary report. In Proceedings of the Sixth National Conference on Artificial Intelligence (AAAI'87), pages 183–188.
- H. Levesque, F. Pirri, and R. Reiter (1998). Foundations for the situation calculus Electronic Transactions on Artificial Intelligence, 2(3–4):159-178.
- F. Pirri and R. Reiter (1999). Some contributions to the metatheory of the Situation Calculus Journal of the ACM, 46(3):325–361. doi 10.1145/316542.316545